# Leopold Neubronn von Eisenburg
Leopold Karl Freiherr Neubronn von Eisenburg (* 10. August 1818 in Karlsruhe; † 1. März 1889 ebenda) war ein badischer und preußischer Generalmajor.

## Leben

### Herkunft
Leopold war ein Sohn des badischen Oberst und Kammerherrn Ludwig August Neubronn von Eisenburg (1772–1823) und dessen Ehefrau Eberhardine, geborene Freiin von Adelsheim (1781–1842). Der spätere preußische General der Infanterie und langjährige Generaladjutant des Großherzogs Friedrich I. von Baden Wilhelm Neubronn von Eisenburg (1815–1895) war sein älterer Bruder.

### Militärkarriere
Neubronn besuchte das Gymnasium in Bruchsal und die Polytechnische Schule. Nachdem er die Allgemeine Kriegsschule und die Artillerieschule in Karlsruhe absolviert hatte, wurde Neubronn am 13. April 1835 als Kanonier der Artilleriebrigade der Badischen Armee überwiesen. Bis Anfang November 1842 stieg er zum Oberleutnant auf und von Anfang November 1843 bis Mitte November 1848 diente er als Adjutant. Während dieser Zeit war er für ein Jahr zur Übernahme von Eisenmunition nach der Rheinprovinz kommandiert. Unter Beförderung zum Hauptmann wurde Neubronn vom 29. Januar 1850 bis zum 30. Mai 1851 zum Kriegsministerium kommandiert. Unter Aggregation seines Regiments erfolgte am 9. Mai 1858 als Major seine Ernennung zum Direktor des Karlsruher Zeughauses. Er stieg bis Mitte Mai 1865 zum Oberst auf und in Anerkennung seiner Verdienste verlieh ihm Großherzog Friedrich I. 1869 das Kommandeurkreuz II. Klasse des Ordens vom Zähringer Löwen mit Eichenlaub.
Während des Krieges gegen Frankreich verantwortete Neubronn 1870/71 in seiner Stellung den Nachschub von Geschützen und Munition. Er erhielt am 1. April 1871 den Charakter als Generalmajor und wurde am 15. Juli 1871 unter Belassung in seinem gegenwärtigen Dienstverhältnis als Zeughausdirektor mit den Kompetenzen eines Regimentskommandeurs in den Verband der Preußischen Armee übernommen. Nachdem man Neubronn am 4. Dezember 1871 zu den Offizieren von der Armee versetzt hatte, wurde er am 13. Januar 1872 in Genehmigung seines Abschiedsgesuches mit Pension zur Disposition gestellt.
Neubronn verstarb unverheiratet am 1. März 1889 in seiner Geburtsstadt.